# 음박쥐아목
음박쥐아목(陰-亞目, Yinpterochiroptera)은 제안된 박쥐목의 아목이다. 큰박쥐류와 3개의 작은박쥐류 과(생쥐꼬리박쥐과, 관박쥐과, 위흡혈박쥐과)를 포함하고 있다. 이 분류명은 기본적으로 분자생물학적 유전 정보를 토대로 생성되었다. 이는 비교적 최근에 제안되었으며, 큰박쥐아목과 작은박쥐아목으로 단계통군을 형성하는 것으로 보았던 기존의 전통적인 시각에서 변화한 것이다. 이 진전된 연구는 좀더 명확한 분류를 위해 분자생물학과 형태학적 분기학(分岐學) 방법론을 둘다 사용함으로써 수행되었다.

## 하위 분류
- 과일박쥐과 (Pteropodidae) - 큰박쥐류
- 관박쥐상과 (Rhinolophoidea) Gray, 1825
  - 키티돼지코박쥐과 (Craseonycteridae)
  - 잎코박쥐과 (Hipposideridae) - 구세계잎코박쥐류
  - 위흡혈박쥐과 (Megadermatidae)
  - 관박쥐과 (Rhinolophidae)
  - 생쥐꼬리박쥐과 (Rhinopomatidae)